# Asiago Vipers
L'Asiago Vipers Hockey Inline, meglio conosciuto come Asiago Vipers, è una società italiana di hockey in-line con sede a Asiago. I suoi colori sociali sono l'arancione e il nero ed è stato costituito nel 1998.
Nel suo palmarès annovera 19 titoli nazionali – 7 scudetti, 5 Coppe Italia e 7 Supercoppe italiane – che ne fanno il secondo club più titolato alle spalle del Milano (31). A livello internazionale vanta invece 3 Euroleghe che rendono il club il più titolato d'Italia.

## Cronistoria
| Cronistoria dell'Asiago Vipers |
| --- |
| - 1998 · Fondazione dell'A.S.D. Asiago Vipers Hockey Inline. - 1998-1999 · Serie A2. - 1999-2000 · Serie A2. Promosso in Serie A1. - 2000-2001 · 2º nel girone A di Serie A1, finale dei play-off scudetto. ? di Coppa Italia. - 2001-2002 · 2º nel girone B di Serie A1, semifinale dei play-off scudetto. Semifinale di Coppa Italia. - 2002-2003 · 1º nel girone B di Serie A1, semifinale dei play-off scudetto. Vince la Coppa Italia (1º titolo). - 2003-2004 · Campione d'Italia (1º titolo). Finale di Coppa Italia. Vince la Supercoppa italiana (1º titolo). - 2004-2005 · Campione d'Italia (2º titolo). Finale di Coppa Italia. Vince la Supercoppa italiana (2º titolo). ? di European Champions Cup. - 2005-2006 · Campione d'Italia (3º titolo). Seconda fase a gironi di Coppa Italia. Vince la Supercoppa italiana (3º titolo). Vince l'European Champions Cup (1º titolo). - 2006-2007 · Campione d'Italia (4º titolo). Vince la Coppa Italia (2º titolo). Vince la Supercoppa italiana (4º titolo). ? di European Champions Cup. - 2007-2008 · Campione d'Italia (5º titolo). Vince la Coppa Italia (3º titolo). Vince la Supercoppa italiana (5º titolo). Vince l'European Champions Cup (2º titolo). - 2008-2009 · Campione d'Italia (6º titolo). Vince la Coppa Italia (4º titolo). Finale di Supercoppa italiana. Vince l'European Champions Cup (3º titolo). - 2009-2010 · Campione d'Italia (7º titolo). Vince la Coppa Italia (5º titolo). Vince la Supercoppa italiana (6º titolo). Finale di European Champions Cup. - 2010-2011 · 8º in Serie A1, quarti di finale dei play-off scudetto. Semifinale di Coppa Italia. Vince la Supercoppa italiana (7º titolo). Quarti di finale di European Champions Cup. - 2011-2012 · 5º in Serie A1. Finale di Coppa Italia. - 2012-2013 · 7º in Serie A1. Seconda fase a gironi di Coppa Italia. Finale di Supercoppa italiana. - 2013-2014 · 6º in Serie A1. Quarti di finale di Coppa Italia. - 2014-2015 · 5º in Serie A1, quarti di finale dei play-off scudetto. Quarti di finale di Coppa Italia. - 2015-2016 · 10º in Serie A1, salvo dopo aver vinto i play-out. Seconda fase a gironi di Coppa FIHP. - 2016-2017 · 5º in Serie A, quarti di finale dei play-off scudetto. Semifinale di Coppa Italia. Prima fase di Coppa FIHP. - 2017-2018 · 5º in Serie A, quarti di finale dei play-off scudetto. Semifinale di Coppa Italia. Prima fase di Coppa FIRS. - 2018-2019 · 5º in Serie A, quarti di finale dei play-off scudetto. Semifinale di Coppa Italia. Prima fase di Coppa FIRS. - 2019-2020 · 5º in Serie A. Superfinal di Coppa Italia. Prima fase di Coppa FIRS. - 2020-2021 · 6º in Serie A, 2º al Play-off Round, semifinale dei play-off scudetto. Semifinale di Coppa Italia. - 2021-2022 · 4º in Serie A, 4º al Master Round, semifinale dei play-off scudetto. Quarti di finale di Coppa Italia. - 2022-2023 · 3º in Serie A, 3º al Master Round, semifinale dei play-off scudetto. Semifinale di Coppa Italia. Prima fase di Eurolega. |

## Palmarès

### Competizioni nazionali
- Campionato italiano: 7

2003-2004, 2004-2005, 2005-2006, 2006-2007, 2007-2008, 2008-2009, 2009-2010
- Coppa Italia: 5

2002-2003, 2006-2007, 2007-2008, 2008-2009, 2009-2010
- Supercoppa italiana: 7

2003, 2004, 2005, 2006, 2007, 2009, 2010

### Competizioni internazionali
- Eurolega: 3 (record italiano)

2005, 2007, 2008

## Statistiche

### Partecipazione ai campionati
| Livello | Categoria | Partecipazioni | Debutto   | Ultima stagione | Totale |
| ------- | --------- | -------------- | --------- | --------------- | ------ |
| 1º      | Serie A1  | 16             | 2000-2001 | 2015-2016       | 23     |
| 1º      | Serie A   | 7              | 2016-2017 | 2022-2023       | 23     |
| 2º      | Serie A2  | 2              | 1998-1999 | 1999-2000       | 2      |

### Partecipazioni alle coppe nazionali
| Competizione        | Partecipazioni | Debutto   | Ultima stagione |
| ------------------- | -------------- | --------- | --------------- |
| Coppa Italia        | 22             | 2000-2001 | 2022-2023       |
| Supercoppa italiana | 9              | 2003      | 2012            |
| Coppa FIPH/FIRS     | 5              | 2015-2016 | 2019-2020       |

### Partecipazioni alle coppe internazionali
| Competizione                    | Partecipazioni | Debutto | Ultima stagione |
| ------------------------------- | -------------- | ------- | --------------- |
| European Champions Cup/Eurolega | 8              | 2004    | 2023            |